# Diecezja Pamiers
Diecezja Pamiers – diecezja Kościoła rzymskokatolickiego w południowej Francji, w metropolii Tuluzy. Powstała 16 września 1295 roku. W 1801 została zlikwidowana, ale już w 1822 przywrócono ją.